# Quốc quân Trung Hoa Dân Quốc
Quốc quân Trung Hoa Dân Quốc (tiếng Trung: 中華民國國軍; bính âm: Zhōnghuá Mínguó Guójūn) hay Quân đội Trung Hoa Dân Quốc hoặc Quân đội Đài Loan là lực lượng vũ trang của Trung Hoa Dân Quốc, bao gồm các nhánh Lục quân, Hải quân (bao gồm Thủy quân lục chiến), Không quân và Quân Cảnh
Cho đến những năm 1970  trước khi kết thúc thiết quân luật, nhiệm vụ chính của quân đội Trung Hoa Dân Quốc là chiếm lại Trung Quốc đại lục từ Cộng hòa Nhân dân Trung Hoa .Nhiệm vụ quan trọng nhất của quân đội Đài Loan là bảo vệ các hòn đảo :Bành Hồ, Kim Môn, Mã Tổ,... để chống lại một cuộc xâm lược có thể xảy ra với Quân giải phóng Nhân dân Trung Quốc.

## Lịch sử
Tiền thân của quân đội Đài Loan là Quốc dân Cách mệnh Quân (國民革命軍), lực lượng này đổi tên thành Trung Hoa Dân Quốc Quốc quân vào năm 1947 để phù hợp với hiến pháp.

## Trang bị
Quân đội Đài Loan chủ yếu mua sắm, trang bị các loại vũ khí của Hoa Kỳ, như 150 máy bay chiến đấu F-16A/B Block-20 MLU, 6 máy bay E-2 Hawkeye, 63 trực thăng chiến đấu Bell AH-1 Cobra, 39 trực thăng do thám Bell OH-58 Kiowa, 30 trực thăng Apache AH-64E, 3 khẩu đội pháo MIM-104 Patriot và đã được Hoa Kỳ chuyển giao công nghệ chế tạo tàu frigate lớp Oliver Hazard Perry.